# Ricardo Jaimes Freyre

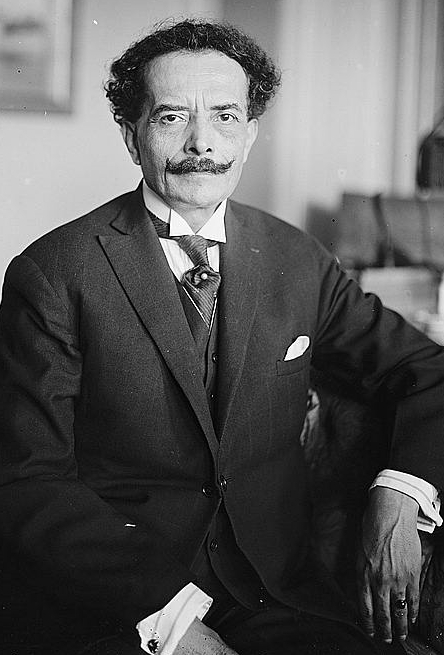
Ricardo Jaimes Freyre, 1923

Ricardo Jaimes Freyre (* 12. Mai 1868 in Tacna, Peru; † 24. April 1933 in Buenos Aires, Argentinien) war ein bolivianischer Schriftsteller und Diplomat.
Freyre wurde als Sohn des bolivianischen Konsuls und Schriftstellers Julio Lucas Jaimes geboren. Freyre gehört mit Rubén Darío zu den Gründern der für den Modernismus bedeutsamen Revista de America. Er war bolivianischer Botschafter u. a. in Chile und in den USA, lehrte Philosophie und Literatur in Tucumán.
Eines der bedeutendsten Werke des frühen Modernismus schuf Freyre 1899 mit seinem ersten Gedichtband Castalia bárbara (1899), sich thematisch an die germanische und nordische Mythologie anlehnend, dieser Motivwelt einen eigenen Sinn verleihend, in suggestivem gewählten Ausdruck schreibend, mit einer hohen Musikalität seiner Sprache, ganz im Sinn des neuen ästhetischen Programms. Es entsteht eine vielfältige Welt aus Träumen und Mysterien.
Mit der Gedichtsammlung Los sueños son vida (1917) setzte Freyre dies mit Themen aus der griechischen Mythologie und dem revolutionären Russland fort.
Die wissenschaftlich fundierte Studie zu Prosodie und Metrik, Leyes de versificacion castellana (1912), und die geschichtliche Darstellung Historia del descubrimiento de Tucumán (1916) gehören zu seinen bedeutendsten Werken. Außerdem veröffentlichte er einige Erzählungen in der Revista de Letras y Ciencias Sociales, die er mitgegründet hatte.